# Jos Heyligen
Jozef (Jos) Heyligen (Oostham, 30 juni 1947) is een voormalige Belgische voetballer die speelde als middenvelder. Heyligen speelde lange tijd in de eerste klasse bij KFC Diest, Beerschot VAC, Antwerp FC, Thor Waterschei, Beringen FC en KFC Winterslag en werd twee keer geselecteerd voor een wedstrijd van de Rode Duivels. Na zijn carrière als speler werd hij voetbaltrainer.

## Carrière

### Als speler
Heyligen doorliep de jeugdreeksen van HOVV Oostham, de voetbalploeg van zijn geboortedorp. In 1966 debuteerde hij bij KFC Diest, dat in de tweede klasse speelde. Hij promoveerde in 1970 met de club naar de hoogste voetbalklasse en bleef er voetballen tot in 1972. Dat jaar verhuisde Heyligen naar Beerschot en bleef er twee seizoenen voetballen. In 1974 vergat Beerschot hem op de lijst van "beschermde" spelers te zetten, waardoor hij gratis naar aartsrivaal Antwerp FC verhuisde. Daar had hij een vaste plek in het elftal tot in 1977. Omdat Heyligen niet meer aan spelen toekwam, werd hij uitgeleend aan toenmalig tweedeklasser Thor Waterschei. De club promoveerde naar de eerste klasse en Waterschei kocht Heyligen definitief aan. Hij bleef er tot in 1981, maar het laatste seizoen kwam hij nog weinig aan de bak. Heyligen ging nog één seizoen spelen bij Beringen FC. maar de club degradeerde en hij trok naar KFC Winterslag. Ook dat degradeerde, in 1983. Heyligen sloot zijn spelersloopbaan af bij KVC Westerlo, dat op dat moment in de eerste provinciale afdeling speelde. De club trok bekende spelers aan zoals Julien Cools, Heinz Schönberger en Stany Gzil en promoveerde de daaropvolgende jaren naar de vierde en de derde klasse. In 1986 zette Heyligen een punt achter zijn spelerscarrière.
Heyligen werd driemaal geselecteerd voor een wedstrijd van het nationaal voetbalelftal en speelde tweemaal. Hij maakte ook deel uit van de ruime selectie van het elftal op het Europees kampioenschap voetbal 1972 en 1980 maar werd niet geselecteerd voor een wedstrijd.

### Als trainer
Heyligen was bij Westerlo al actief als speler-trainer en behaalde er promoties naar de vierde en derde klasse. Daarna was hij actief in de lagere afdelingen alvorens in 1992 opnieuw bij Westerlo, dat op dat moment in de derde klasse speelde, aan de slag te gaan. De ploeg speelde kampioen en promoveerde naar de tweede klasse, maar Heyligen verhuisde naar Lommel SK, dat net gepromoveerd was naar de eerste klasse. Hij trainde de ploeg gedurende twee seizoenen en ging in 1996 terug naar Westerlo, dat in de tweede klasse uitkwam. Hij speelde met de club onmiddellijk kampioen en bleef er daarna nog twee seizoenen trainer. KRC Genk trok hem in 1999 aan, maar na de winterstop werd Heyligen ontslagen en vervangen door Johan Boskamp. Heyligen trok naar KFC Verbroedering Geel, dat in de tweede klasse uitkwam en bleef er gedurende twee seizoenen de ploeg trainen. In 2002 verhuisde Heyligen terug naar Lommel, maar de club trok zich na 26 wedstrijden terug uit de hoogste klasse wegens de financiële schulden die de club niet meer kon afbetalen. Heyligen ging daarna nog aan de slag bij vierdeklasser ESK Leopoldsburg. Nadat hij er in 2007 was ontslagen, keerde Heyligen terug naar KFC Diest, dat ondertussen naar de derde provinciale afdeling was weggezakt. Heyligen werd er bestuurslid en was verantwoordelijk voor de sportieve reorganisatie van de club. Vanaf het seizoen 2008-2009 werd hij er trainer en de club speelde onmiddellijk kampioen met 28 winstmatchen op de 30 gespeelde wedstrijden. Ook het daaropvolgende seizoen wist hij via de eindronde promotie naar de eerste provinciale af te dwingen. In 2011 leidde Heyligen de ploeg, waarin eveneens oud-international Bruno Versavel speelde, naar de eindronde in de eerste provinciale maar ditmaal kon geen nieuwe promotie afgedwongen worden. In zijn vierde seizoen als trainer kon Heyligen aan de hoge verwachtingen van het Diestse bestuur niet voldoen en werd in oktober 2011 ontslagen. Eind 2011 ging hij aan de slag bij vierdeklasser Everbeur Sport Averbode, waar hij bleef tot in 2014.

## Erelijst

### Speler

#### Beerschot[2]
- Beker van België: 1970-71

#### FC Antwerp[3]
- Beker van België: 1974-75 (finalist)

#### Thor Waterschei[4]
- Belgische tweede Klasse: 1977-78

### Manager

#### Racing Genk[5]
- Beker van België: 1999-2000

### Internationaal
België
- UEFA Europees Kampioenschap: 1980 (finalist)[6]
- Nationale trofee voor sportverdienste: 1980[7]